# Zelenortski zovoj
Zelenortski zovoj (lat. Pterodroma feae) je mala morska ptica iz porodice zovoja koja je prije smatrana podvrstom sivog zovoja, ali ustvari nisu uopće blisko povezane. Ova ptica usko je povezana s madeirskim zovojem i Pterodroma deserta, dvije druge vrste koje su odvojene od sivog zovoja. Ime je dobila po talijanskom zoologu Leonardu Fei.
Duga je 33-36 cm. Ima raspon krila 86-94 cm.

## Razmnožavanje
Gnijezdi se u Zelenortskoj Republici i na otoku Madeiri. Postavlja samo jedno bijelo jaje. Aktivna je uglavnom noću. Hrani se planktonskim organizmima s površine oceana.

## Vanjske poveznice
|  | Zajednički poslužitelj ima još gradiva o temi Pterodroma feae |
|  | Wikivrste imaju podatke o taksonu Pterodroma feae             |